# Žudojevići
Žudojevići su naseljeno mjesto u općini Bileća, Republika Srpska, Bosna i Hercegovina.

## Stanovništvo

### Popisi 1971. – 1991.
| Žudojevići    |              |              |              |
| godina popisa | 1991.        | 1981.        | 1971.        |
| Srbi          | 17 (100,0 %) | 24 (96,00 %) | 23 (100,0 %) |
| ostali        | 0            | 1 (4,000 %)  | 0            |
| ukupno        | 17           | 25           | 23           |

### Popis 2013.
| Žudojevići    |              |
| godina popisa | 2013.        |
| Srbi          | 15 (100,0 %) |
| ukupno        | 15           |

## Vanjske poveznice
- Službene mrežne stranice općine Bileća